# 629 Бернардіна
629 Бернардіна (629 Bernardina) — астероїд головного поясу, відкритий 7 березня 1907 року Августом Копфом у Гейдельберзі.
Тіссеранів параметр щодо Юпітера — 3,171.